# Amazonas-Regenwald

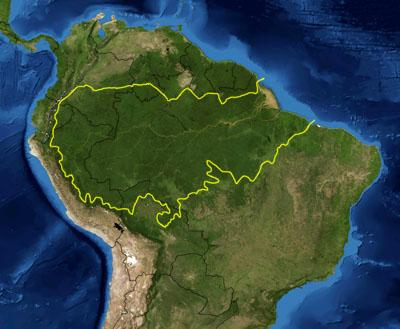
Amazonas-Regenwald

Der Amazonas-Regenwald bedeckt nahezu das gesamte Amazonasbecken in Südamerika, welches sechs Millionen Quadratkilometer in neun Ländern umfasst. Der weitaus größte Teil des Waldes (etwa 60 Prozent) befindet sich in Brasilien. Weitere 13 Prozent liegen in Peru, 10 Prozent in Kolumbien sowie kleinere Teile in Venezuela, Ecuador, Bolivien, Guyana, Suriname und Französisch-Guyana. Bundesstaaten und Verwaltungseinheiten von vier Ländern tragen den Namen Amazonas.
Der Amazonas-Regenwald umfasst mehr als die Hälfte des weltweit verbliebenen tropischen Regenwaldes und weist in der Summe die größte Biodiversität aller tropischen Wälder auf (bezogen auf die Gefäßpflanzen als Indikator). Amazonien beherbergt damit eines der sechs großen Biome Brasiliens, das rund 49 Prozent des brasilianischen Territoriums einnimmt. Es erstreckt sich über drei der fünf statistischen Regionen des Landes (Norte, Nordeste und Centro-Oeste). Ein 52.000 km² großes Schutzgebiet im zentralen Amazonas-Regenwald, das den Nationalpark Jaú umfasst, wurde von der UNESCO 2000 (mit Erweiterung 2003) zum Welterbe erklärt. Sozialgeographisch ist das Amazonasbecken in Brasilien der Region Amazônia Legal zugeordnet. Zum Zweck der wirtschaftlichen Entwicklung der Region wurde 1966 die Superintendência do Desenvolvimento da Amazônia (SUDAM) geschaffen.
Der Amazonas-Regenwald hat eine große Bedeutung im Welt-Klimasystem, da er einen großen Einfluss auf die Niederschlagsbildung und -verteilung hat. Die langfristige Fortexistenz des Amazonas-Regenwaldes ist daher im Zeitalter der globalen Erwärmung vorrangig. Sie steht allerdings im Konflikt mit den Interessen einer mächtigen Agrar- und der internationalen Aluminiumindustrie:
Alleine der brasilianische Regenwald wurde nach Regierungsangaben durch Raubbau Im Zeitraum von August 2017 bis Juli 2018 um eine Waldfläche von ca. 7900 km² verkleinert, was der Fläche von mehr als einer Million Fußballfeldern entspricht. Aktuelle Studien gehen davon aus, dass die Zerstörung nach 2020 in West-, Süd- und Ostamazonien bereits so große Ausmaße angenommen hat (20 % entwaldet, 6 % stark degradiert, 41 % leicht degradiert, 33 % intakt), dass dort eine nicht mehr aufzuhaltende Umwandlung in eine Savanne stattfinden wird.

## Der Amazonas

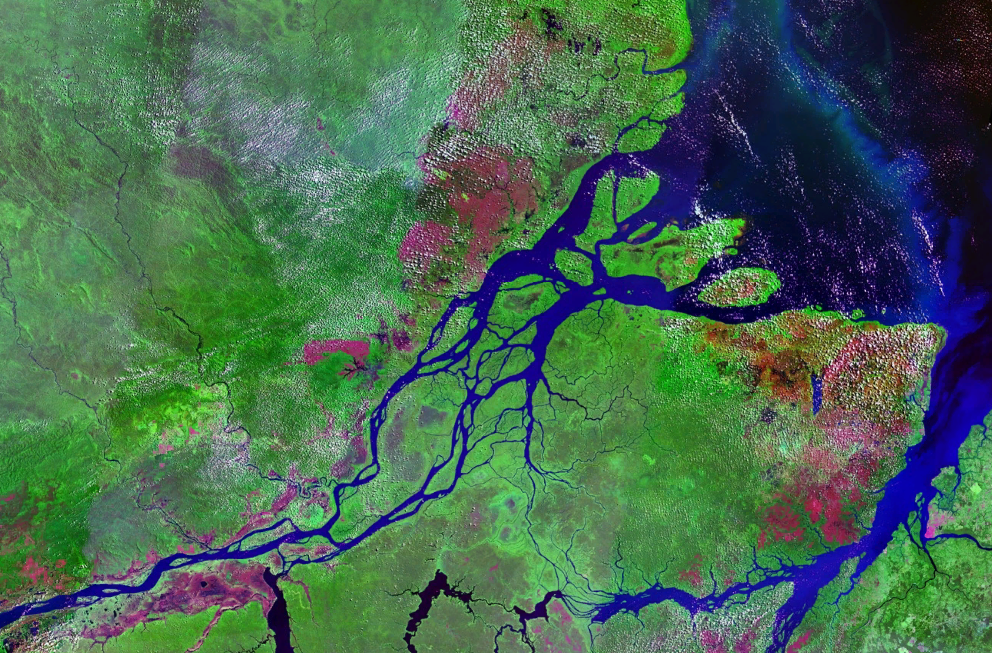
Satellitenbild des Amazonas

Der Amazonas ist ein großer südamerikanischer Fluss, der in den Anden, in Peru entspringt und bei der Insel Marajó in Brasilien in den
Atlantik mündet. In seinem Verlauf trägt er die Namen Tunguragua, Apurímac, Marañón, Ucayali, Amazonas (ab dem Zusammenfluss der Flüsse Marañon und Ucayali, in Peru), Solimões und wieder Amazonas (ab dem Zusammenfluss der Flüsse Solimões und Rio Negro in Brasilien). Lange Zeit wurde gedacht, der Amazonas sei der an Volumen reichste und zweitlängste Fluss der Welt. Neue Untersuchungen jedoch zeigen ihn als den längsten Fluss der Welt. Er ist der Fluss mit dem größten Zuflussgebiet der Welt, welches 7 Millionen Quadratkilometer überschreitet, ein großer Teil davon Tropischer Wald.
Die vom Amazonas und seinen Nebenflüssen mit Wasser bedeckte Fläche mehr als verdreifacht sich während der Jahreszeiten. Im Durchschnitt sind während der Trockenzeit 110 000 km² überflutet, während diese Fläche während der Regenzeit 350 000 km² erreicht. An seinem breitesten Punkt erreicht er während der Trockenzeit eine Breite von 11 km, die sich in der Regenzeit bis zu 45 km ausdehnt.

## Geschichte

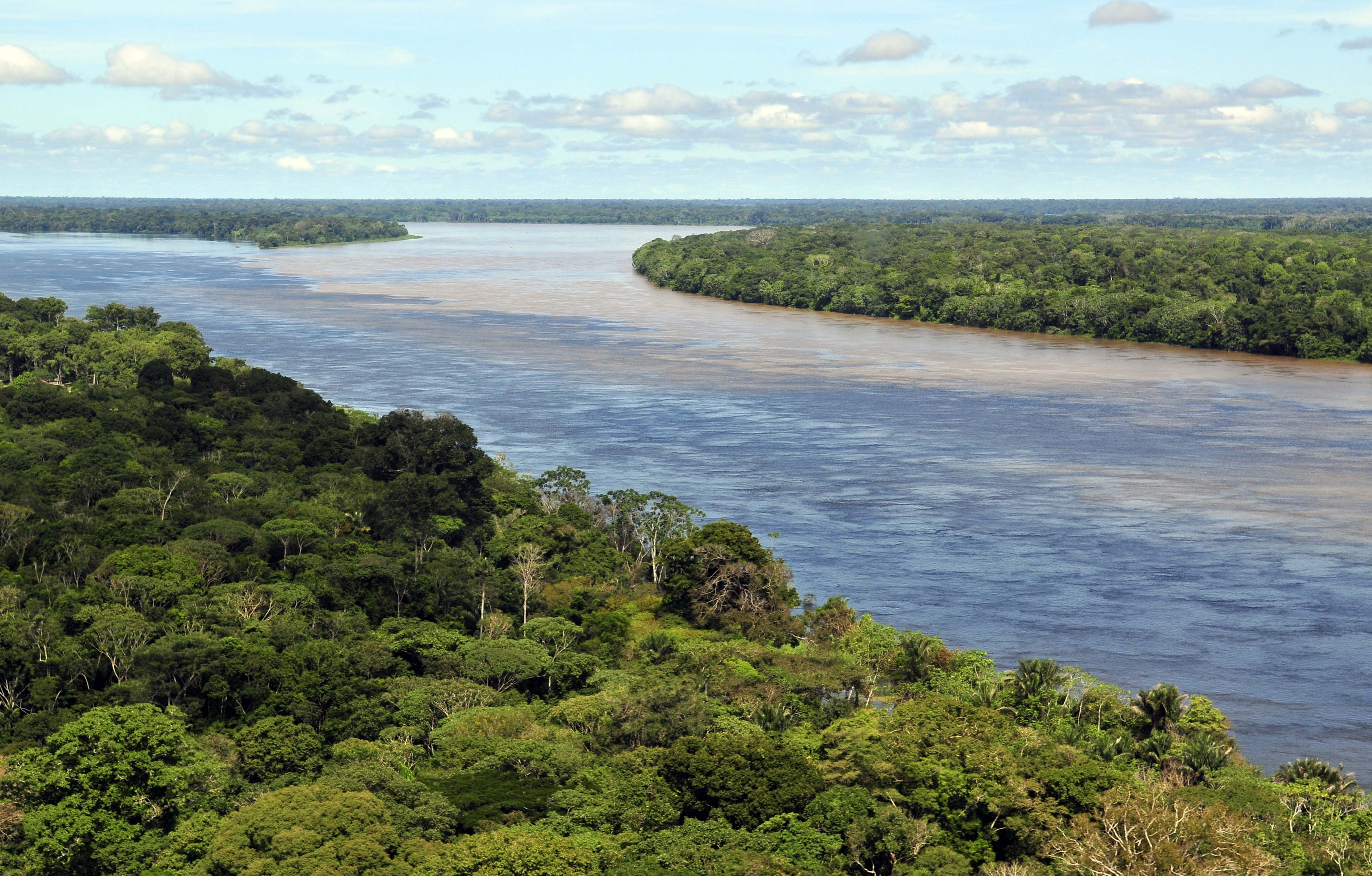
Teil des brasilianischen Amazonien nahe Manaus

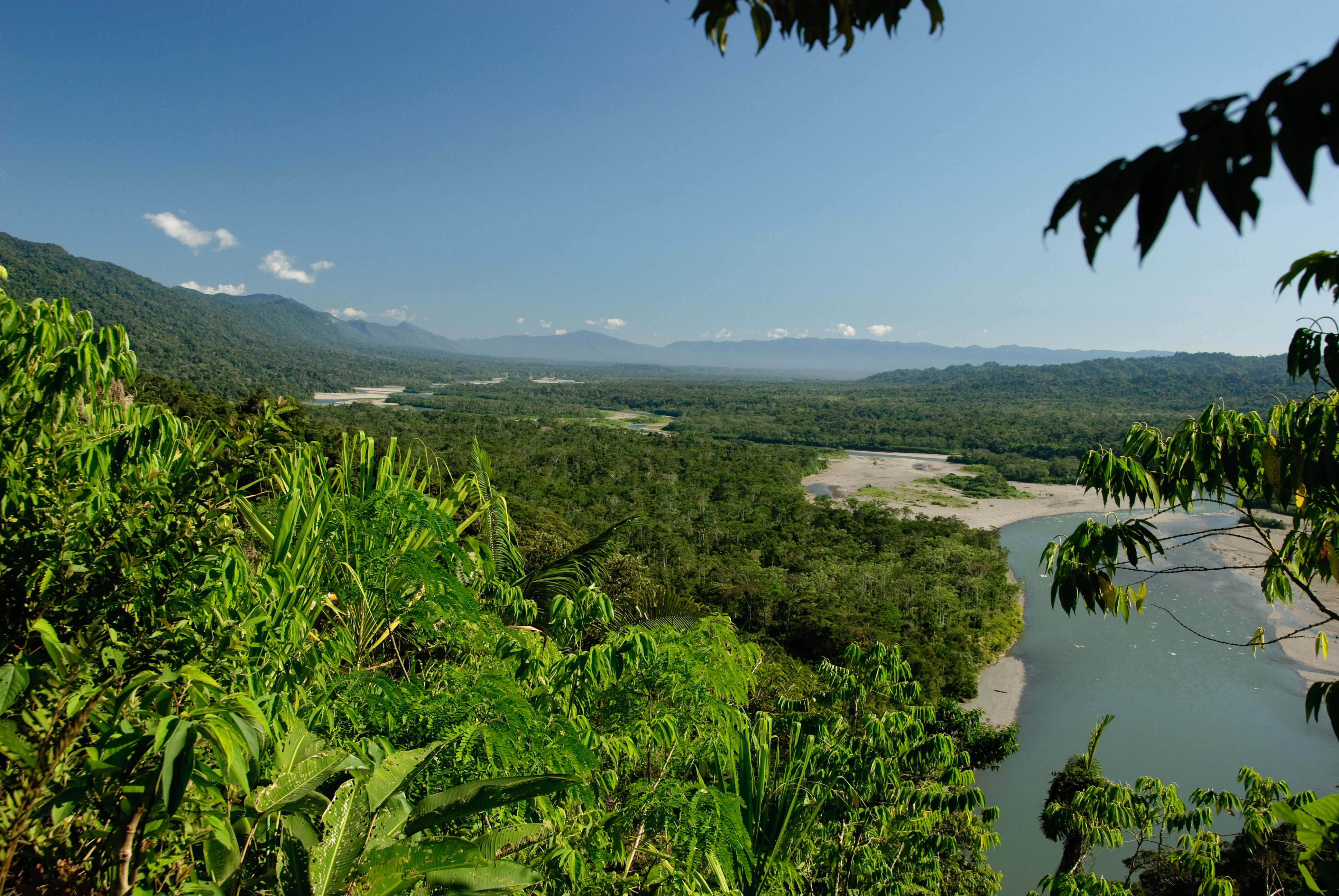
Sicht auf den Nationalpark Manú, in Peru

Am Übergang von der Kreidezeit zum Paläogen starben die Dinosaurier aus und das Klima wurde feuchter, was möglicherweise eine Ausbreitung tropischer Wälder über den ganzen Kontinent begünstigte. Vor 66 bis 34 Millionen Jahren reichte der Wald über den 45. südlichen Breitengrad hinaus.
Der Amazonas-Regenwald bildete sich vermutlich während des mittleren Eozäns (Bartonium) vor rund 40 Millionen Jahren. Er entstand in Folge eines globalen Temperaturrückgangs in den Tropen, nachdem der Atlantische Ozean so groß geworden war, dass er zu einem feuchtwarmen Klima im Amazonasbecken führte. Der überwiegende Teil der Region war in der Zeit vor dem jetzigen Eiszeitalter, als das Klima trockener und Savannen verbreiteter waren, frei von savannenartigen Biomen.
Klimaschwankungen während der letzten 34 Millionen Jahre ermöglichten eine Ausdehnung der Savannengebiete bis in die Tropen. So existierte etwa während des Oligozäns nur ein relativ schmaler Waldgürtel oberhalb des 15. nördlichen Breitengrades. Während des mittleren Miozäns breitete sich der Wald aus, in der letzten Kaltzeit konnte er nur in einigen isolierten Refugien im Landesinneren fortbestehen. Dort konnte der Wald in dieser Zeit weiterhin gedeihen, was das Überleben und die Evolution zahlloser Arten ermöglichte.
Es wird angenommen, dass das Einzugsgebiet des Amazonas während des mittleren Miozäns in der Mitte des Kontinents durch den Purus-Bogen geteilt war. Das Wasser auf der östlichen Seite floss dem Atlantik zu, während das Wasser im Westen durch das Amazonasbecken Richtung Pazifik floss. Durch die entstehenden Anden wurden die Wassermassen zu einem See gestaut, dem heutigen Solimões-Becken. Vor fünf bis zehn Millionen Jahren durchbrachen die Wassermassen den Purus-Bogen und vereinigten sich mit den östlichen Wasserläufen zum heutigen Amazonas, der in den Atlantik entwässert.
Es gibt Belege dafür, dass es in den letzten 21.000 Jahren durch das letzteiszeitliche Maximum und das darauffolgende Gletscherschmelzen beträchtliche Veränderungen der Vegetation des amazonischen Tropenwaldes gegeben hat. Analysen von Sedimentablagerungen durch Paläoseen im Amazonasbecken deuten darauf hin, dass es im Amazonasbecken während des letzteiszeitlichen Maximums weniger regnete als heute, was sehr wahrscheinlich eine reduzierte tropische Feuchtvegetation zur Folge hatte. Umstritten ist jedoch, wie groß der Rückgang der Feuchtvegetation tatsächlich ausfiel beziehungsweise wie sie im Land verteilt war. Einige Wissenschaftler meinen, dass der tropische Regenwald auf kleinere und isolierte, durch offenen Wald und Grasland getrennte Refugialräume reduziert wurde; andere sind hingegen der Ansicht, dass der Regenwald weitgehend intakt blieb und trotz trockenerer Zwischenräume keine Isolation stattfand; während er allerdings im Norden, Süden und Osten nicht bis an seine heutige Ausdehnung heranreichte. Keiner dieser beiden Standpunkte hat sich bisher durchsetzen können, da wissenschaftliche Untersuchungen im tropischen Regenwald nur eingeschränkt möglich sind und daher mehr Daten für die Randregionen des Amazonasbeckens vorliegen. Die vorhandenen Daten lassen beide Argumentationen zu.

### Menschliche Präsenz

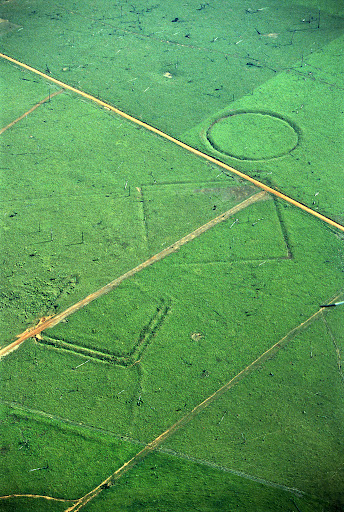
Geoglyphen in entwaldeten Gebieten, ehemals des amazonischen Waldes des Bundesstaats Acre, in Brasilien

Archäologische Untersuchungen in der Höhle von Pedra Pintada legen nahe, dass Menschen seit mindestens 11.200 Jahren in der Amazonasregion leben. Später entstanden in Randregionen des Waldes bis etwa 1250 n. Chr. spätprähistorische Siedlungen, die mit menschlichen Eingriffen in den Wald verbunden waren.
Lange Zeit wurde angenommen, dass der Amazonasregenwald immer nur sehr spärlich bevölkert war, da die schlechten Böden keinen Ackerbau und damit keine größeren Bevölkerungszahlen erlaubten. Eine der bekanntesten Vertreterinnen dieser (bereits widerlegten) Forschungsmeinung war die Archäologin Betty Meggers, die ihre Theorien unter anderem in dem Buch Amazonia: Man and Culture in a Counterfeit Paradise darlegte. Sie behauptete, dass der Regenwald nur auf die Jagd spezialisierte Gesellschaften mit einer Bevölkerungsdichte von höchstens 0,2 Bewohnern pro Quadratkilometer zuließe, für größere Bevölkerungsdichten jedoch Landwirtschaft notwendig sei. Jüngere anthropologische Erkenntnisse deuten allerdings darauf hin, dass die Amazonasregion dichter besiedelt war. Um das Jahr 1500 könnten in Amazonien ca. fünf Millionen Menschen gelebt haben, verteilt auf dicht besiedelte Küstengebiete wie die Insel Marajó sowie das Hinterland. 1900 betrug die Einwohnerzahl der Region nur noch rund eine Million, Anfang der 1980er Jahre weniger als 200.000. Ein Forscherteam um Heiko Prümers bewies, dass auch im Amazonasgebiet Menschen in einer fortgeschrittenen Agrargesellschaft lebten. Mithilfe der Lidar-Technologie gelang es im bolivianischen Amazonastiefland insgesamt 26 Siedlungen der Casarabe-Kultur zu vermessen. Ein Gebiet von der Größe Englands sei für den Ackerbau, die Jagd und die Fischerei genutzt worden. Die in der Region Llanos de Moxos teilweise neu entdeckten Städte der Casarabe-Kultur seien vergleichbar mit den Monumentalbauten der Tiwanaku, der Inkas, Mayas oder Azteken.
Der erste Europäer, der dem Verlauf des Amazonas folgte, war 1542 der Spanier Francisco de Orellana. In der BBC-Dokumentationsreihe Unnatural Histories wurden Belege präsentiert, wonach Orellanas Bericht, dass entlang des Amazonas eine komplexe Gesellschaft existiere, keineswegs wie zuvor angenommen übertrieben, sondern für die 1540er Jahre durchaus zutreffend gewesen sei. Wahrscheinlich ging diese Kultur durch aus Europa eingeschleppte Infektionskrankheiten wie Pocken unter.
Seit den 1970er Jahren wurden in entwaldeten Gebieten mehrere auf den Zeitraum 1 bis 1250 n. Chr. datierte Geoglyphen entdeckt, was Theorien über größere präkolumbische Kulturen in der Region Auftrieb gab. Dem brasilianischen Geografen Alceu Ranzi wird die erste Entdeckung von Geoglyphen bei einem Flug über den brasilianischen Bundesstaat Acre zugeschrieben. Die BBC präsentierte Belege, wonach der Amazonasregenwald keine unberührte Wildnis sei, sondern seit mindestens 11.000 Jahren durch die Anlage von Waldgärten sowie durch künstlich mit Nährstoffen angereicherte Böden (Terra preta) vom Menschen geformt wurde. Terra preta findet sich in weiten Teilen des Regenwaldes und wird heute weithin als Ergebnis der Bodenbewirtschaftung durch die indigene Bevölkerung aufgefasst. Solche fruchtbaren Böden ermöglichten eine Land- und Waldnutzung unter ansonsten ungünstigen natürlichen Voraussetzungen, was heißt, dass ein großer Teil des amazonischen Regenwaldes vermutlich das Ergebnis jahrhundertelanger menschlicher Eingriffe und nicht, wie früher angenommen, Resultat eines natürlichen Prozesses ist. Im Gebiet der Xingu-Indianer entdeckte 2003 eine Forschergruppe von der University of Florida um Michael Heckenberger Reste großer Siedlungen mitten im amazonischen Wald. Zu den Funden gehörten Überreste von Straßen, Brücken und großen Plätzen.
Noch heute ist der Amazonaswald die Heimat einer großen Anzahl indigener Völker, die alle zu den südamerikanischen Indianern gerechnet werden; jedoch weit verstreut (häufig in der Nähe von Flüssen) im sehr dünn besiedelten Wald wohnen. Seit jeher leben die meisten von ihnen von halbsesshaftem Gartenbau (Papaya, Guave, Avocado, Bananen u. v. m.), Brandrodungswanderfeldbau (Mais im Andenraum, überall Maniok u. v. m.) sowie mehr oder weniger ergänzender Jagd. Als reine Jäger und Sammler leben nur wenige Gruppen. Heute verdingen sich einige auch durch das Sammeln und den Verkauf von Nüssen, Früchten usw., von Kunsthandwerk und durch touristische Angebote. In Ecuador und Peru arbeiten Indigene auch in der Ölindustrie. In den meisten Fällen handelt es sich um eine Mischung aus subsistenzwirtschaftlichen und marktwirtschaftlichen Tätigkeiten. Bezüglich der Anpassung an die moderne Welt sind im Amazonasgebiet jegliche Formen der Akkulturation anzutreffen: Von isoliert lebenden Gruppen, die freiwillig oder mangels Kontakten ihre ursprüngliche Lebensweise als „Naturvolk“ beibehalten, bis hin zu mehr oder weniger ganz assimilierten Völkern, sind vor allem Gruppen zu finden, die Tradition (etwa Kleidung oder Bestandteile davon, Schmuck, Subsistenzbasis, Brauchtum, Sprache und zum Teil Glaubensinhalte ethnischer Religionen) und Fortschritt (zum Teil Behausungen oder Baumaterialien, Gebrauchsgegenstände, Medizin, Motorboote u. a. motorisierte Technik) nach eigenem Gutdünken miteinander verbinden. Viele Ethnien haben eine enge spirituelle Beziehung zum Wald und gehen dementsprechend umsichtig mit den Ressourcen um. Das bedeutet jedoch nicht, dass Indigene automatisch „edle Wilde“ oder „Ökoheilige“ sind. Ihr Umgang mit Haustieren ist häufig unsanft, mit Beutetieren brutal und es gibt genügend Beispiele, in denen Indigene illegalen Holzhandel betrieben. Auch in diesem Zusammenhang spielt natürlich der Kontakt zur Mehrheitsgesellschaft eine wichtige Rolle.
Noch gibt es rund 100 unkontaktierte Völker im Amazonasgebiet (die meisten sind Völker in Brasilien), das damit mit Abstand die meisten isolierten lokalen Gemeinschaften der Erde beherbergt. Obwohl für sie und andere indigene Gruppen von den Anrainerstaaten zum Teil sehr große Schutzreservate eingerichtet wurden, gilt ihre Fortexistenz als hochgradig bedroht durch das immer weitere Vordringen weißer Siedler, Goldsucher und Wirtschaftsunternehmen.
Die bekanntesten Regenwaldvölker des Amazonasgebietes sind im Kulturareal Andenostrand Shuar, Huaorani, Shipibo, Asháninka, Machiguenga; im nordöstlichen Guyana Kariben, Arawak, Waiwai, Ye’kuana, Yanomami, Waimiri; im zentralen Amazonien etwa Ticuna, Munduruku, Cinta Larga, Nambikwara, Maku und in Ostbrasilien Xavante, Kayapó, Botokuden, Xerente und Guaraní.

## Physische Geografie

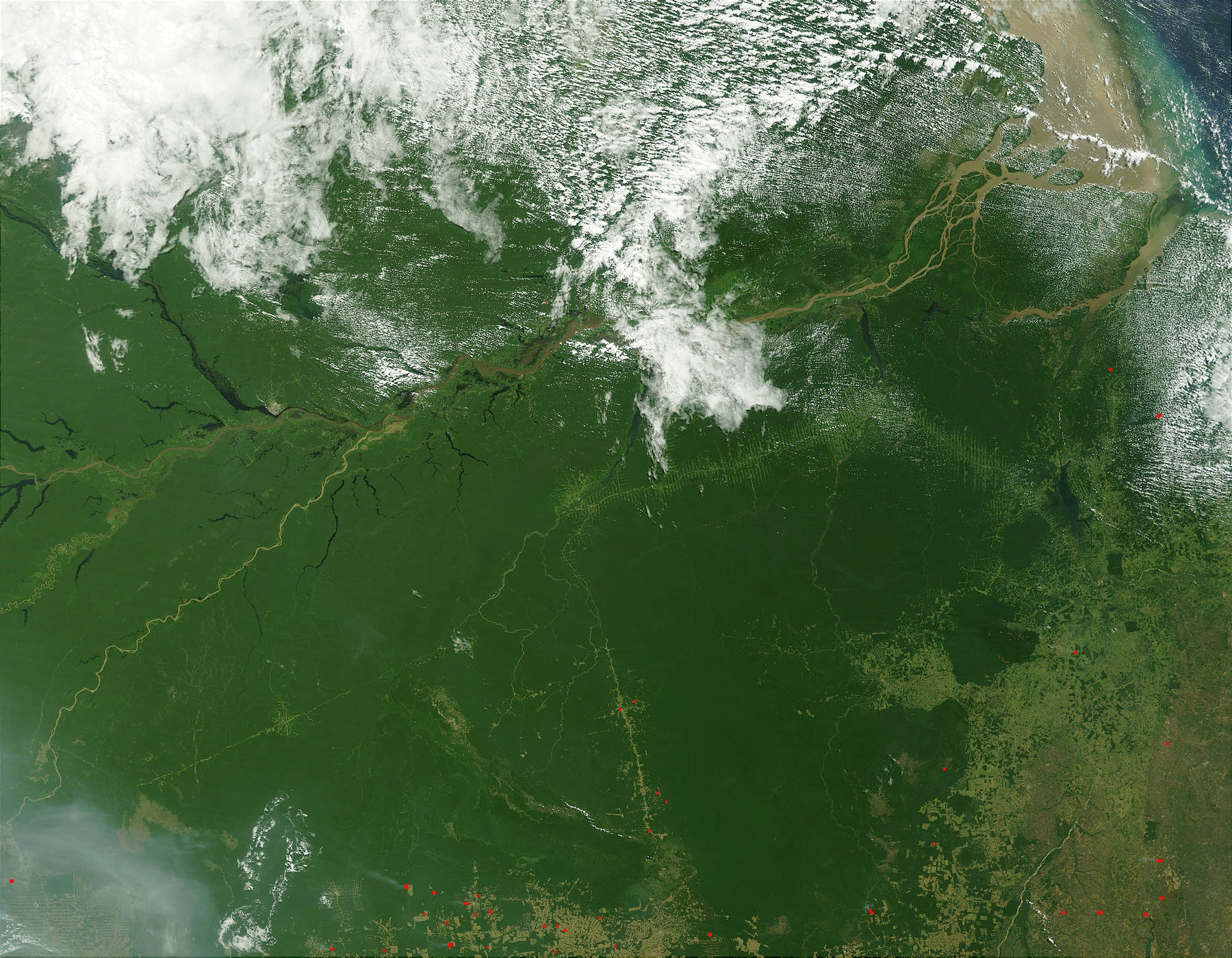
Satellitenbild des amazonischen Regenwaldes

Amazonien beherbergt den größten der drei großen tropischen Regenwälder der Erde. Das zweitgrößte Regenwaldgebiet sind die Wälder des Kongobeckens in Afrika.
Der amazonische Wald besitzt von oben betrachtet das Erscheinungsbild eines „Meeres von Baumkronen“. Sie befinden sich etwa 30 Meter oberhalb des Bodens. An einigen Stellen wird die „Oberfläche“ von bis zu doppelt so hohen „Urwaldriesen“ überragt. Der größte Teil seiner rund 3,5 Millionen Quadratkilometer (oder 42 % des brasilianischen Territoriums) sind mit Wald, der nie überflutet wird, bedeckt, in einer Ebene auf 130 bis 200 Meter Höhe, durch Sedimente des Sees Belterra, der das Amazonasbecken vor 1,8 bis 25 Millionen Jahren bedeckte. Als die Anden entstanden, gruben die Flüsse ihr Bett.

### Klima

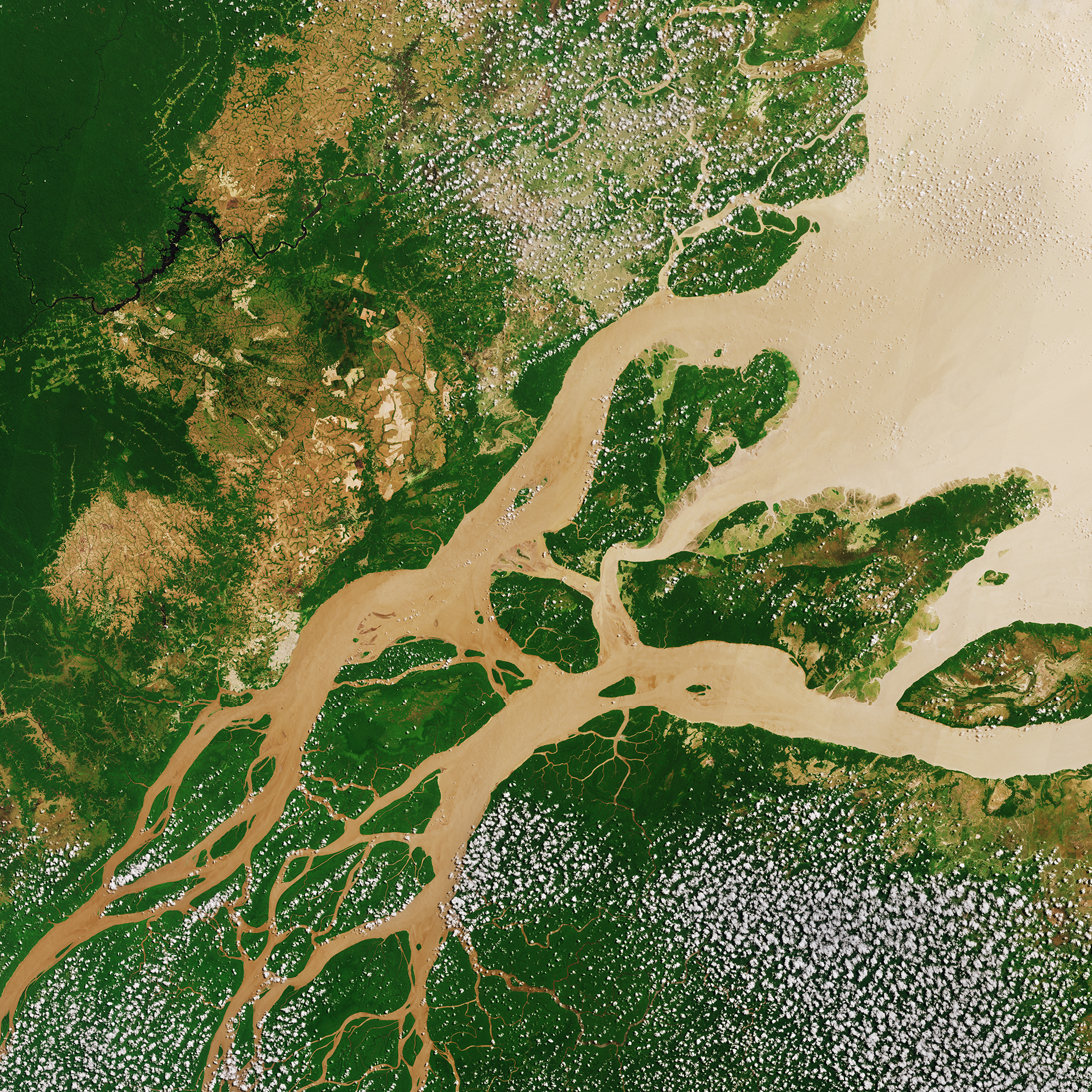
Amazonas-Delta mit „Popcorn-Wolken“ über den feuchteren Regenwaldgebieten, die dort wegen der Verdunstung entstehen, weniger jedoch über dem Fluss selbst und über den bereits entwaldeten teils braunen Landflächen links im Bild (während der Trockenzeit im August 2017).

Im Pleistozän wechselte das Klima Amazoniens zwischen trocken-kalt, schwül und heiß-trocken. In der letzten trocken-kalten Phase, vor etwa 12–19 Tausend Jahren, war das amazonische Klima semiarid, das Feuchtigkeitsmaximum trat vor 7000 Jahren auf. In der semiariden Phase herrschten mit dem Cerrado und der Caatinga offene Vegetationsformen vor, mit Refugialräumen, wo der Wald überlebte. Derzeit überlebt der Cerrado in Restgebieten im Inneren des Waldes.
Aktuell ist das Klima im amazonischen Wald tropisch heiß und feucht, aufgrund der Nähe zum Äquator mit einer innerhalb des Jahres wenig schwankenden Temperatur (fortlaufend zur Mata Atlântica nach Süden hin etwas stärker jahreszeitlich ausgeprägt). Die Regenfälle sind von beträchtlichem Ausmaß, mit einem Jahresdurchschnittsniederschlag von 1 500 mm bis 1 700 mm, der 3 000 mm an der Quelle des Amazonas und an der Küste von Amapá überschreiten kann. Die Regenzeit dauert sechs Monate.
Amazonien wird von der Wissenschaftsgemeinde als wichtiger Bestandteil des Gleichgewichts fast ganz Südamerikas angesehen. Ein wichtiger Teil der Luftfeuchtigkeit (die sich danach in Regen verwandelt) in den Regionen des mittleren Westens, im Süden und Südosten Brasiliens stammt direkt aus Amazonien und wird in mehreren Monaten des Jahres vom Wind in diese Regionen geweht. Amazonien ist wichtig für das Gleichgewicht des Klimas von Brasilien, Paraguay, Uruguay bis nach Argentinien, sowie ebenso für das globale Klimasystem.

### Boden
Der amazonische Boden ist recht arm und enthält eine dünne Schicht Nährstoffe. Die meisten sind in den lebenden Pflanzen gebunden. Die biogene Nutzung der Ressourcen ist mit einem Minimum an Verlusten optimal. Ein deutliches Beispiel ist die weitreichende Verteilung der Pilz-Mykorrhizae im Boden, die den Wurzeln eine schnelle Absorption von Nährstoffen, die mit dem Regen aus dem Wald abfließen, garantieren. Die oberste Bodenschicht, in der die Verwesung von Blättern, Ästen und toten Tieren stattfindet, wird dabei sehr schnell durch die saprophytischen Pilze in pflanzenverfügbare Nährstoffe verwandelt.

## Biodiversität

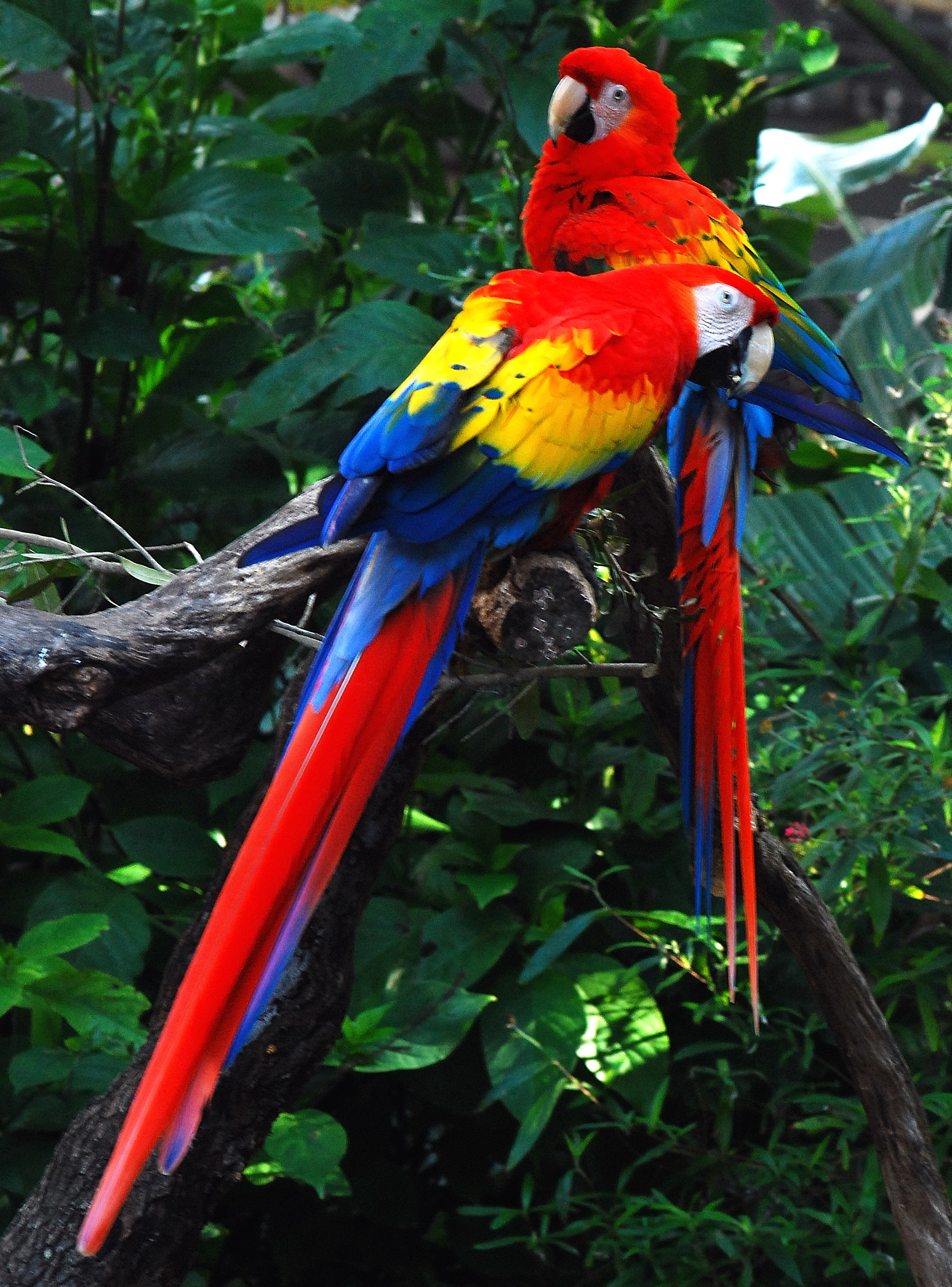
Scharlachara, Vogel des tropischen Amerika

Tropische Regenwälder sind Biome mit hoher Biodiversität; die tropischen Wälder Amerikas haben durchgehend eine höhere Biodiversität als die Regenwälder Afrikas. Eine von zehn bekannten Arten Amerikas lebt im Amazonas-Wald. Dies stellt die größte Zahl lebender Pflanzen und Tierarten der Welt dar.
Das Gebiet ist die Heimat von 2,5 Millionen Arten Insekten, zehntausenden Pflanzen und 2.000 Vögeln und Säugetieren. Bis 2005 wurden mindestens 40.000 Pflanzen, 3.000 Fische, 1.294 Vögel, 427 Säugetiere, 428 Amphibien und 378 Reptilien in der Region wissenschaftlich klassifiziert.
Einer von fünf aller Sperlingsvögel lebt in den tropischen Wäldern Amazoniens. Wissenschaftler haben bis 2005 zwischen 96.660 und 128.843 Arten Wirbellose allein in Brasilien beschrieben.
Die Vielfalt an Pflanzenarten ist die höchste der Erde, einige Spezialisten schätzen, dass ein Quadratkilometer Amazonien über tausend Bäume und Tausende anderer Arten höherer Pflanzen haben könnte. Laut einer Studie von 2001 hat ein Viertelquadratkilometer tropischen Waldes mehr als 1.100 Baumarten.
Ein Quadratkilometer amazonischen Waldes könnte etwa 90.790 Tonnen Biomasse aus lebenden Pflanzen beinhalten. Bisher sind etwa 438.000 Pflanzen wirtschaftlichen und gesellschaftlichen Interesses in der Region entdeckt worden, wobei noch viele zu entdecken und katalogisieren sind.

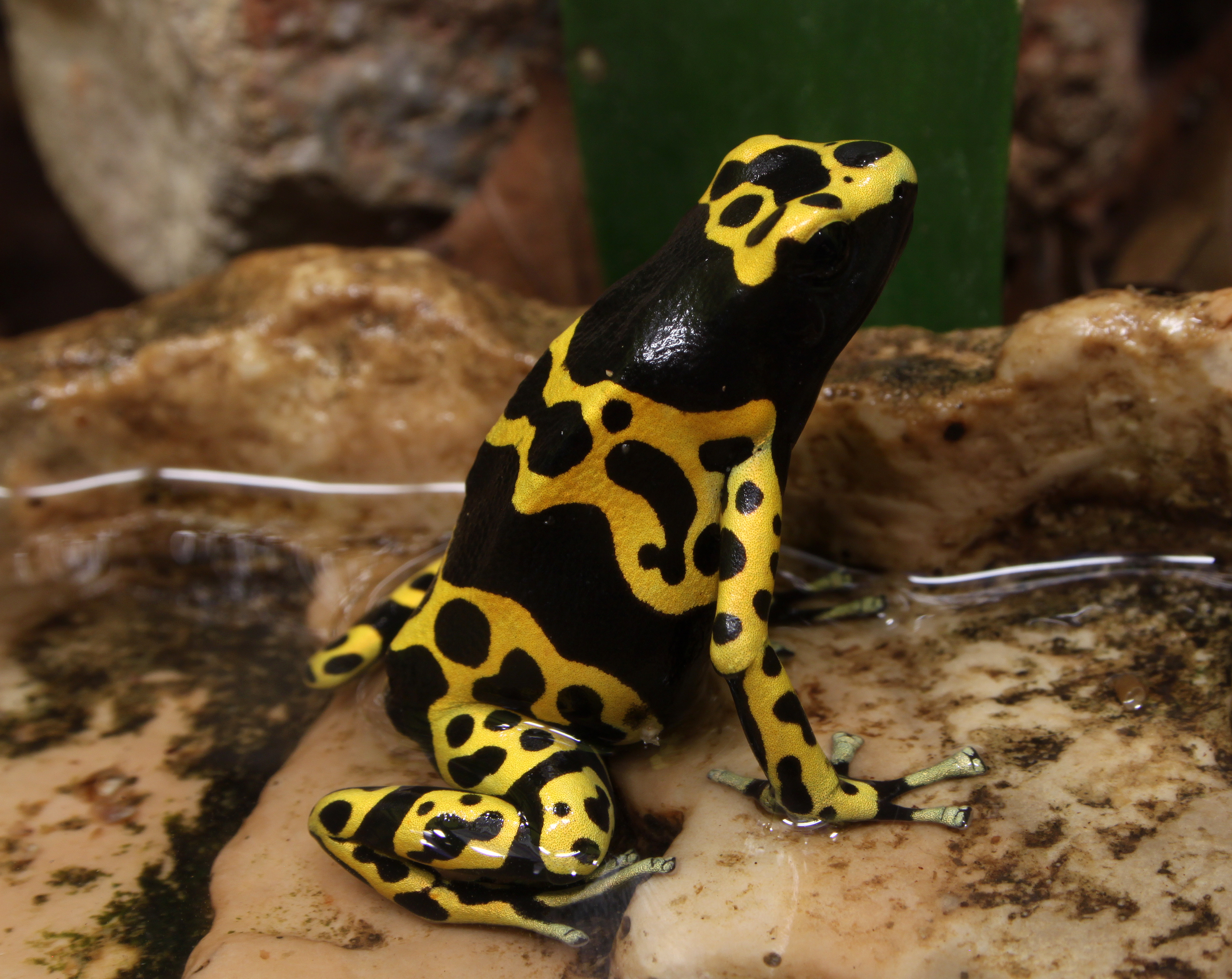
Die Entwaldung bedroht viele Arten Baumfrösche, die sehr empfindlich gegenüber Umweltveränderungen sind. Der Gelbgebänderte Baumsteiger ist abgebildet.

Der Wald zählt verschiedene Arten, die eine Gefahr für die Bewohner darstellen können. Zu den größeren Raubtieren gehören der Schwarze Kaiman, der Jaguar, der Puma und die Anakondas. Im Amazonas können elektrische Aale einen Elektroschock erzeugen, der betäuben oder töten kann, während einige Piranhas-Arten dafür bekannt sind, Menschen zu beißen und zu verletzen. In seinen Gewässern ist es auch möglich, einen der größten Süßwasserfische, den Arapaima, zu beobachten. Mehrere Arten Baumsteigerfrösche sondern lipophile Alkaloide, Toxine durch ihr Fleisch ab. Es gibt auch zahllose Parasiten und Krankheitsvektoren. Vampirfledermäuse leben im Wald und können das Tollwut-Virus übertragen. Malaria, Gelbfieber und Denguefieber sind in weiten Teilen der Amazonasregion verbreitet.
Die amazonischen Fauna und Flora wurden in der Flora Brasiliensis (15 Bände), von Carl von Martius beschrieben, einem deutschen Naturwissenschaftler, der im 19. Jahrhundert einen guten Teil seines Lebens der Erforschung Amazoniens widmete. Dennoch, die Vielfalt der Arten und die Schwierigkeit des Zugangs zu den hohen Baumkronen führen dazu, dass immer noch ein großer Teil der Artenvielfalt unbekannt ist.

### Vegetation

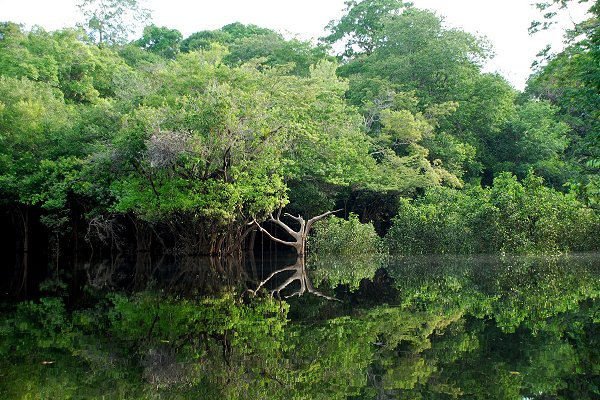
Amazonas-Landschaft westlich von Manaus, in Brasilien

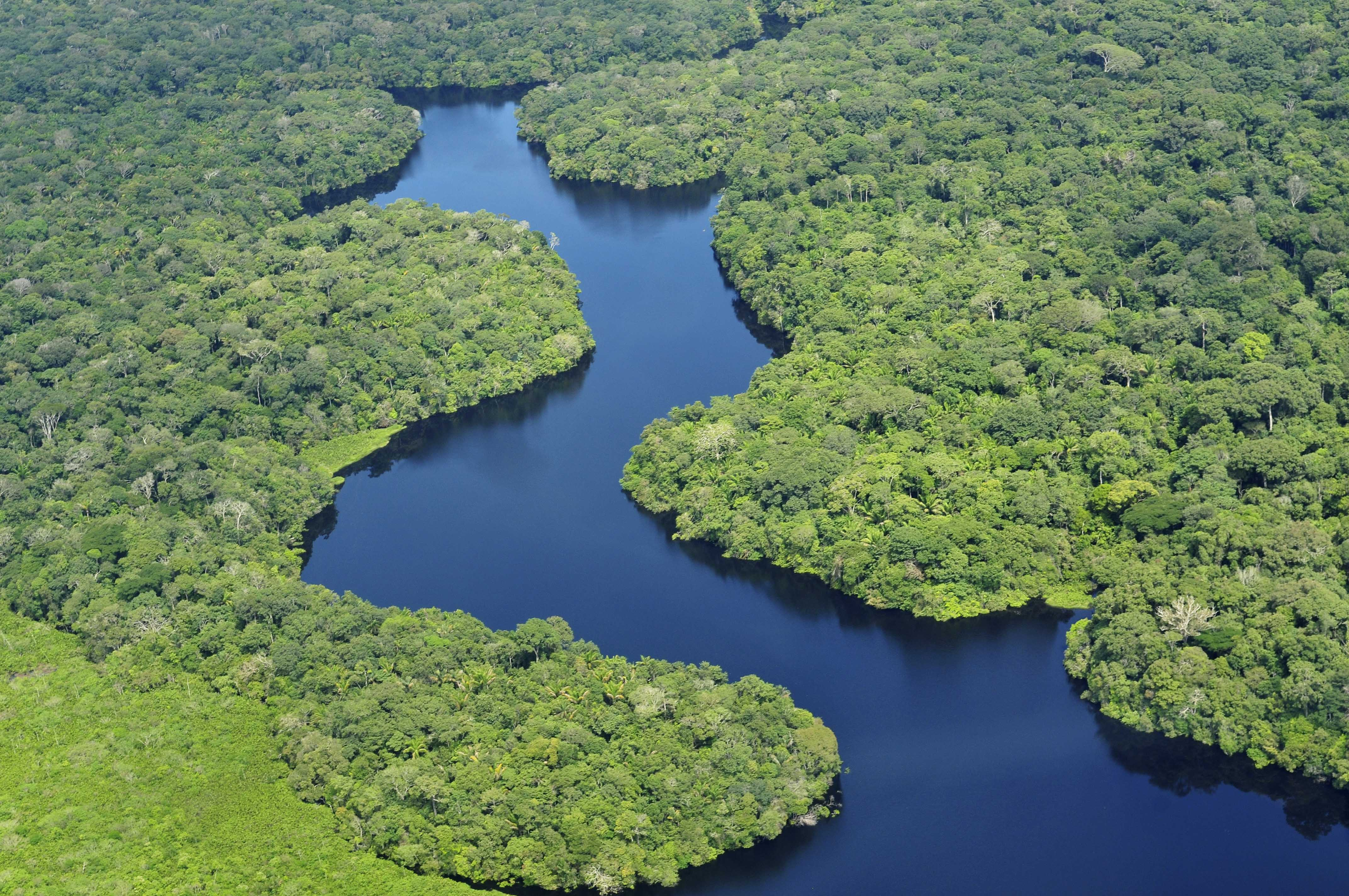
Luftbild einer Gegend bei Manaus

In Amazonien steht der größte tropische Regenwald der Erde. Die hileia amazônica (wie sie Alexander von Humboldt definierte) besaß von oben betrachtet das Aussehen einer fortlaufenden Schicht Baumkronen, etwa 50 Meter über dem Boden.
Amazonien hat neben den Wolken- und Nebelwäldern der Anden-Osthänge und der anschließenden Bergregenwälder zwischen etwa 1000 und 2000 Metern Meereshöhe drei übergeordnete Wald-Ökosysteme des Tieflandregenwaldes: Terra-Firme-Wälder sowie Várzea- und Igapó Überflutungswälder. Der Terra-Firme-Wald – der sich bis auf seine geringere Baumdichte nicht viel vom Bergregenwald unterscheidet – befindet sich in nicht überfluteten, 30–200 Meter über dem Niveau der Flüsse liegenden Regionen und weist einen an Nährstoffen extrem armen Boden auf. Der geringe Lichteinfall durch die Baumkronen führt in der Terra firme zu einem meist geringen Unterholzbewuchs. Der überwiegende Teil der amazonischen Fauna besteht aus Tieren, die 30 bis 50 Meter hohe Bäume bewohnen. Der überflutete Flusswald zeigt auch einige Anpassungen an die Bedingungen seiner Umwelt, wie Atmungswurzeln, die Poren besitzen, um eine Sauerstoffatmung ermöglichen. Die niedriger gelegenen und periodischen Überschwemmungen durch klares oder trübes Wasser, das aus an organischer Materie reichen Regionen laufenden Flüssen stammt, ausgesetzten Gebiete werden Várzea genannt. Die von dunklem Wasser, das durch an Sand reiche, an Mineralen arme Böden fließt und durch vorhandene organische Materie eine dunkle Färbung annimmt, überschwemmten Gebiete werden Igapó genannt. Die Oszillation der Wasserhöhe kann zu einer Höhe von bis zu 10 Metern führen.
Die amazonischen Wälder sind alles andere als homogen, sondern bilden ein Mosaik ziemlich distinkter Lebensräume. Die Vielfalt dieser Lebensräumen umfasst neben den genannten Hauptbiomen, Übergangswälder, Trockenwälder und diverse Mischwälder; Bambuswälder (Guadua spp.), Cerrado-Enklaven, Buriti-Palmen und etliche mehr.

## Bedrohung

### Degradierung und Entwaldung
Insgesamt wurden bereits rund 20 Prozent des Amazonasregenwaldes entwaldet und nur ein Drittel ist noch in einem intakten Zustand. Der Rest befindet sich in verschiedenen Degradationsstadien. Die Hauptursachen der gegenwärtigen Entwaldung und Verschlechterung des Waldzustandes in Amazonien waren bislang die Rodung des Waldes für riesige Landwirtschaftsflächen und die Anlage von Siedlungen (meist in Folge unkontrollierter Besiedlung entlang von Forststraßen). Mittlerweile kommt eine zunehmende Versteppung hinzu. Dieser Prozess hat zwei Ursachen: Die Böden der Rodungsflächen heizen sich durch die Sonneneinstrahlung viel stärker auf und trocknen aus. Dieser Prozess greift von den Rändern der Agrarflächen in die randlichen Wälder aus. Zudem ist die Verdunstung auf den Rodungsflächen weitaus geringer als im Wald, sodass die Niederschläge über dem Amazonasbecken zurückgehen. Dies führt zu Dürren und begünstigt Brände (beides normalerweise keine Faktoren im feuchten Regenwaldklima). Der kühlende Effekt der tropisch feuchten Regenwälder wird auf diese Weise deutlich verringert, sodass eine positive Rückkopplung (Verstärkung) der globalen Erwärmung eintritt. So wird das regionale Klima trockener und könnte große Teile des Regenwalds in eine Savanne verwandeln.
Der Regenwald im Amazonasgebiet stellt ein sogenanntes Kippelement im Erdklimasystem dar. Der Kipppunkt wird aktuell bei 20–25 % zerstörter Regenwaldfläche angesetzt und steht einer realen Entwaldung von 20 % sowie weiteren 6 % erheblicher Degradation (für West-, Süd- und Ostamazonien) gegenüber. Die Savannenbildung hat demnach dort bereits eingesetzt und wird zudem zu deutlich abnehmenden Niederschlägen führen, da intakter Regenwald etwa die Hälfte seiner Niederschläge selbst erzeugt. Dies würde auch weltweit die Niederschlagsmuster beeinflussen. Der Zeitpunkt des „Kippens“ ist allerdings unklar: Neben den Studien, die den Punkt bereits erreicht sehen, sprechen andere von 2050. Vor wenigen Jahren ging man noch von 2100 aus, sodass in jedem Fall eine stark zunehmende Brisanz erkennbar ist.
Gemäß einer deutsch-britischen Studie vom März 2022 hat seit Beginn der 2000er-Jahre bei mehr als drei Vierteln des Regenwaldes die Fähigkeit nachgelassen, sich von Störungen wie Dürren oder Bränden zu erholen (ökologische Resilienz).

#### Agrarwirtschaft
Vor Anfang der 1960er Jahre war der Zugang zum Innern des Walds sehr eingeschränkt, der Urwald war im Wesentlichen intakt.
Während der 1960er Jahre errichtete Fazendas entstanden durch Brandrodung. Jedoch waren die Siedler aufgrund der abnehmenden Fruchtbarkeit des Bodens und des massiven Eindringens von Wildkräutern bald nicht mehr in der Lage, ihre Felder zu bestellen. Die Böden Amazoniens sind nur für kurze Zeit produktiv, sodass die Landwirte ständig in neue Gegenden fort ziehen und weitere Wälder roden. Diese Praktiken des (zu großflächigen) Wanderfeldbaus führen zur Degradation des Primärwaldes zu wesentlich artenärmeren und weniger stabilen Sekundärwäldern und verursachen weitere Umweltschäden. Die Entwaldung ist beträchtlich, entwaldete Gebiete sind mit bloßem Auge vom Weltraum aus sichtbar.

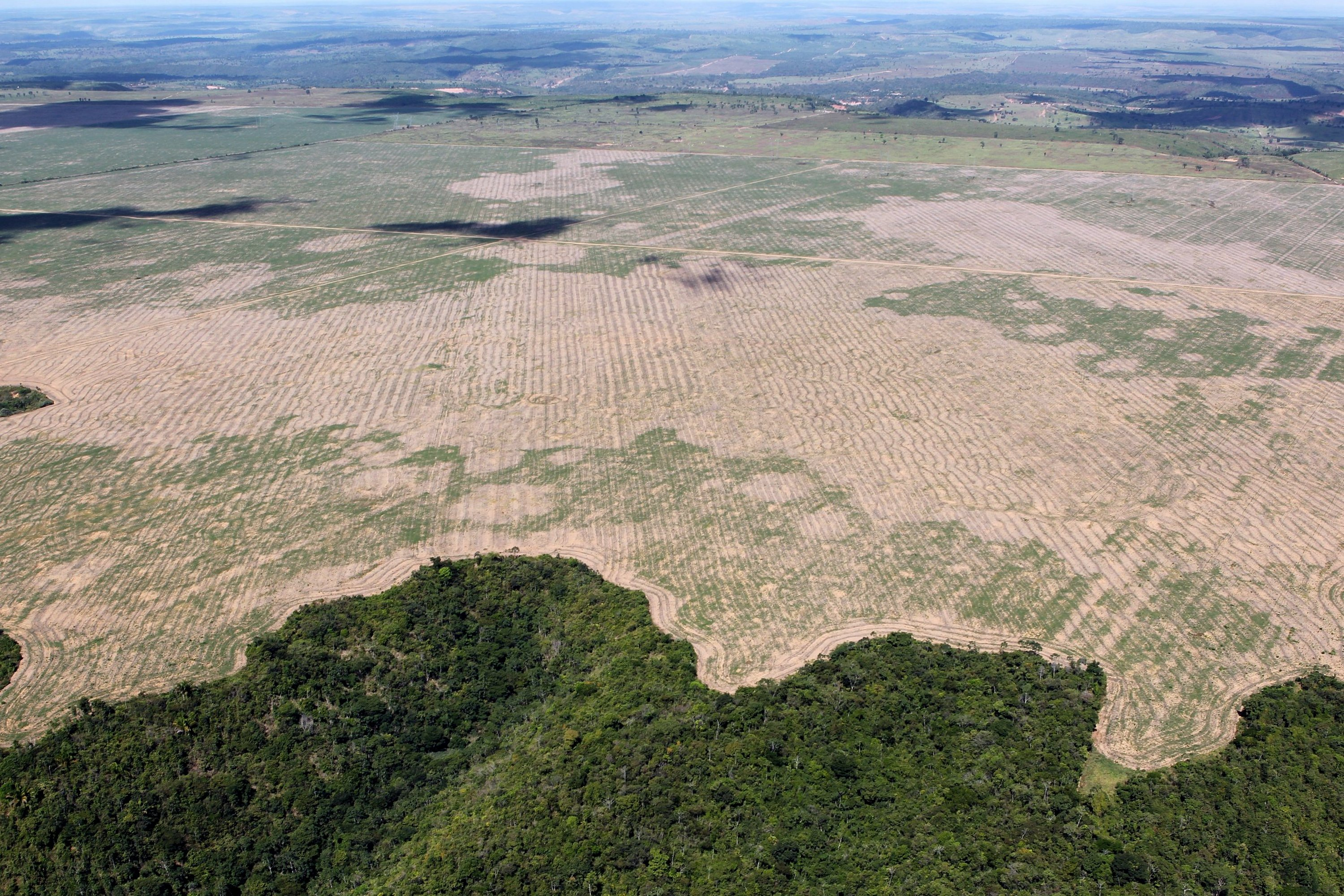
Entwaldung im Amazonasbecken in Maranhão (2016)

Zwischen 1991 und 2000 stieg die Gesamtfläche verlorenen Waldes von 415 000 auf 587 000 Quadratkilometer, wobei der überwiegende Teil der Schaffung von Weideland für die Viehhaltung zum Opfer fiel: 70 % der vorher entwaldeten und 91 % der seit 1970 entwaldeten Böden Amazoniens werden als Viehweiden verwendet. Außerdem ist Brasilien nach den Vereinigten Staaten der zweitgrößte Produzent von Soja. Die Forderungen von Sojalandwirten werden verwendet, um viele umstrittene Verkehrsprojekte in Amazonien, die derzeit in der Entwicklungsphase sind, zu rechtfertigen. Jede zusätzliche Straße „öffnet“ den tropischen Wald und fördert die weitere Entwaldung. Die mittlere jährliche Entwaldungsrate zwischen 2000 und 2005 (22.392 km² pro Jahr) war 18 % höher als in den letzten fünf Jahren (19.018 km² pro Jahr). Die Entwaldung im brasilianischen Amazonien hat sich durch weitreichende Schutzmaßnahmen seit 2004 deutlich verringert, aber sie nahm unter Präsident Jair Bolsonaro wieder zu. Nach Angaben der brasilianischen Weltraumagentur INPE wurden im November 2019 insgesamt 563 Quadratkilometer Wald vernichtet. Die Entwaldung stieg damit um 104 Prozent im Vergleich zum Vorjahreszeitraum.

#### Metallindustrie

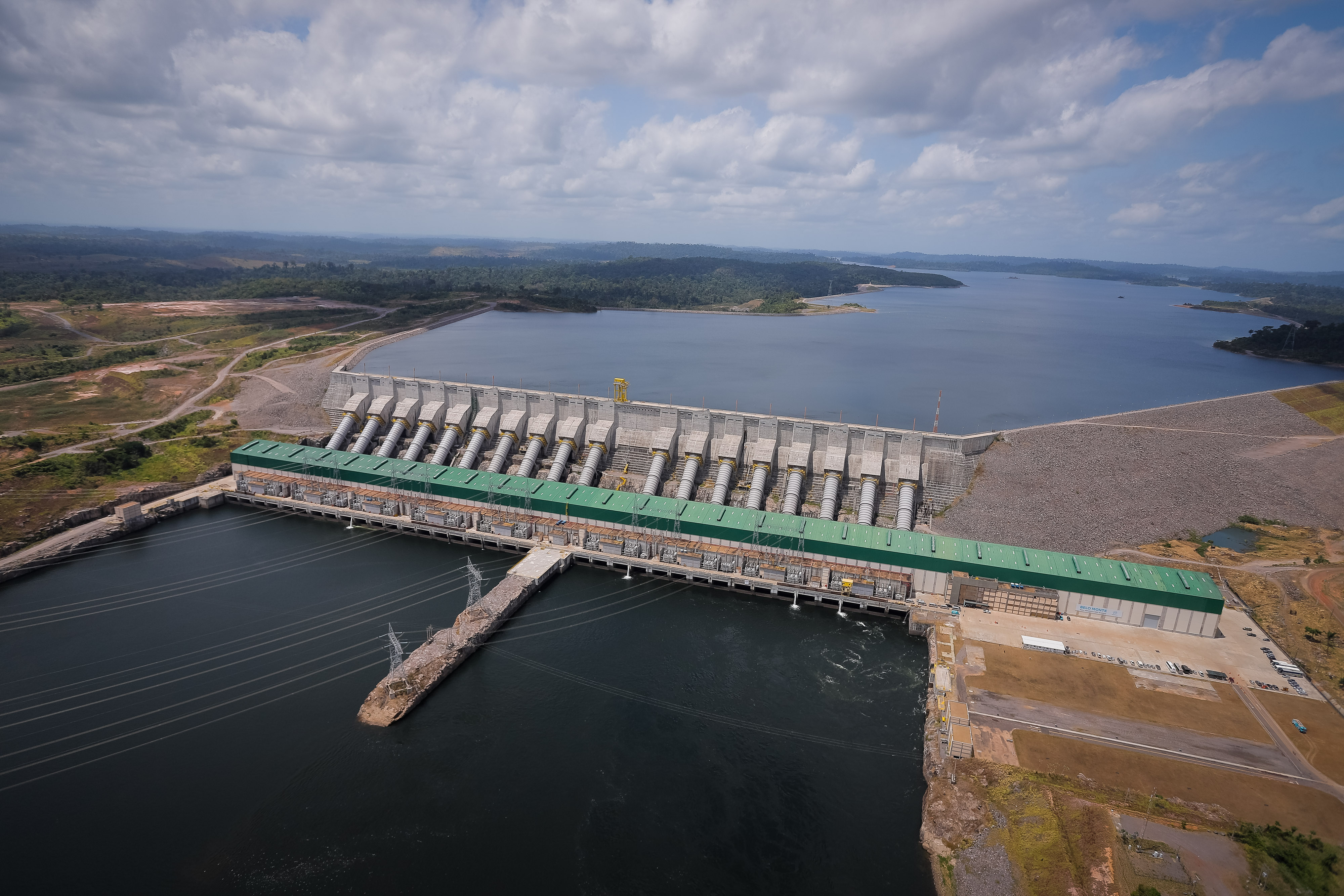
Staudamm von Belo Monte, September 2021

In Ausmaß und Dynamik erst in jüngster Zeit erfasst ist die Rolle der internationalen Aluminiumkonzerne in Begünstigung durch brasilianische Regierungen, beginnend in der Zeit der Militärdiktatur (1964 bis 1985). Milliardenbeträge wurden ab Mitte der Siebzigerjahre investiert, um tief im nordwestlichen Regenwald liegende Bauxitlagerstätten zu erschließen, begleitet von entsprechender Infrastruktur und nachrückenden Raffinerien und den zumeist in Küstennähe gebauten Aluminiumhütten. Entlang der Aluminium-Produktionslinien mit durch Rotschlamm verseuchten Seen oder riesigen Deponien sowie gewaltigen Staudämmen und -seen (z. B. Belo-Monte-Wasserkraftwerk) zur Deckung des extremen Energiebedarfs wurde der Regenwald bis Ende des 20. Jahrhunderts rücksichtslos abgeholzt oder gar geflutet und der indigenen Bevölkerung die Lebensgrundlage genommen.
1992 benannte das Worldwatch Institute in Washington die Aluminium-Herstellung generell als eine der „umweltschädlichsten Aktivitäten der Menschheit“.

#### Umkehrung im Kohlendioxid-Austausch
Durch die zunehmende Entwaldung ging die im brasilianischen Regenwald gespeicherte Kohlenstoffmenge zwischen 2010 und 2019 von 4,45 Milliarden Tonnen auf 3,78 Milliarden Tonnen zurück. Dies entspricht einem Rückgang um 0,67 Milliarden Tonnen. In Kohlenstoffdioxid umgerechnet bedeutet dies, dass der brasilianische Amazonasregenwald im genannten Zeitraum infolge von Bränden und Waldrodung netto kein Kohlendioxid aus der Atmosphäre aufnahm, sondern stattdessen 2,7 Milliarden Tonnen in die Atmosphäre emittierte. Insgesamt stand der Aufnahme von 13,9 Milliarden Tonnen Kohlendioxid eine Abgabe von 16,6 Milliarden Tonnen gegenüber.

### Aktuelle Lage

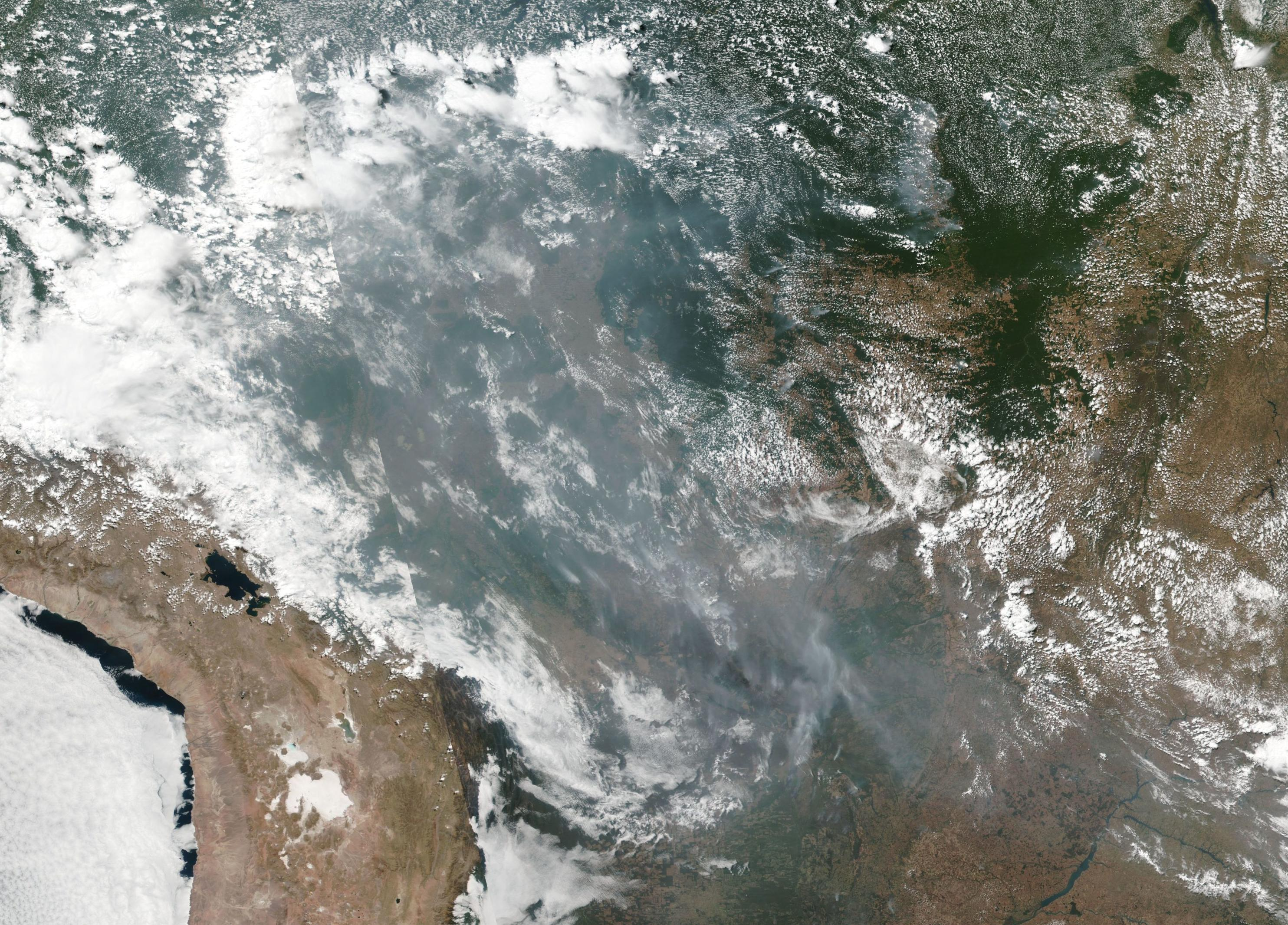
Satellitenbild des Amazonasbeckens am 20. August 2019, mit mehreren Waldbränden und dem entstehenden Rauch, welcher sich unter die Wolken mischt.

Möglicherweise werden laut dem Bericht Assessment of the Risk of Amazon Dieback der Weltbank vom Februar 2018 bis 2025 etwa 75 % des Amazonasregenwalds dauerhaft verloren sein. 2075 seien möglicherweise nur noch 5 % des Waldes im Westen Amazoniens übrig. Der Vorgang ist eine Folge der Entwaldung, des Klimawandels, der Brandrodungen und aufgrund der einsetzenden Wüstenbildung durch verstärkte Erosion sowie den Rückgang der Niederschläge, die der Wald selber erzeugt hat, teilweise irreversibel.
Stand 2024 wurden in den letzten 40 Jahren 88 Millionen Hektar Regenwald in Südamerika zerstört, was etwas mehr als der Fläche ganz Skandinaviens entspricht.
Nach Angaben des brasilianischen Umweltministeriums wurden zwischen August 2017 und Juli 2018 insgesamt 7900 Quadratkilometer Wald abgeholzt, besonders in den Bundesstaaten Pará und Mato Grosso. Auch der seit Mai 2016 amtierende damalige Präsident Michel Temer (MDB) konnte die weitere Abholzung nicht eindämmen.
Nach dem Wahlsieg des Präsidenten Jair Bolsonaro (PSL) 2018 wurde, wie in seinem Wahlkampf angekündigt, ein Austritt Brasiliens aus dem 2015 beschlossenen Pariser Weltklimaabkommen nach seinem Amtsantritt am 1. Januar 2019 nicht ausgeschlossen. Ein Schritt, den 2016 bereits für die US-Präsident Trump vollzogen hatte. Zudem kündigte Bolsonaro auch ein härteres Vorgehen gegen Aktivisten und indigene Gruppen an, die sich für den Schutz des Amazonas-Regenwalds engagieren, sowie die Einschränkung entsprechender Aktivitäten internationaler Organisationen. Hier solle nach Medienberichten eine Art rechtsfreier Raum geschaffen werden, in dem staatliche Sicherheitskräfte legal lokale Proteste mit Waffengewalt bekämpfen und damit zu einem „geordneten“ Brasilien beitragen könnten. Darüber werden Bergbauaktivitäten in Naturschutzgebieten wieder zugelassen. Nach Medienangaben betrachtet Bolsonaro den Regenwald als wirtschaftlich ungenutztes Potenzial. Er habe angekündigt, keine neuen Schutzgebiete im Amazonasgebiet auszuweisen und weitere Rodungen zuzulassen.

#### Treibhausgasemissionen

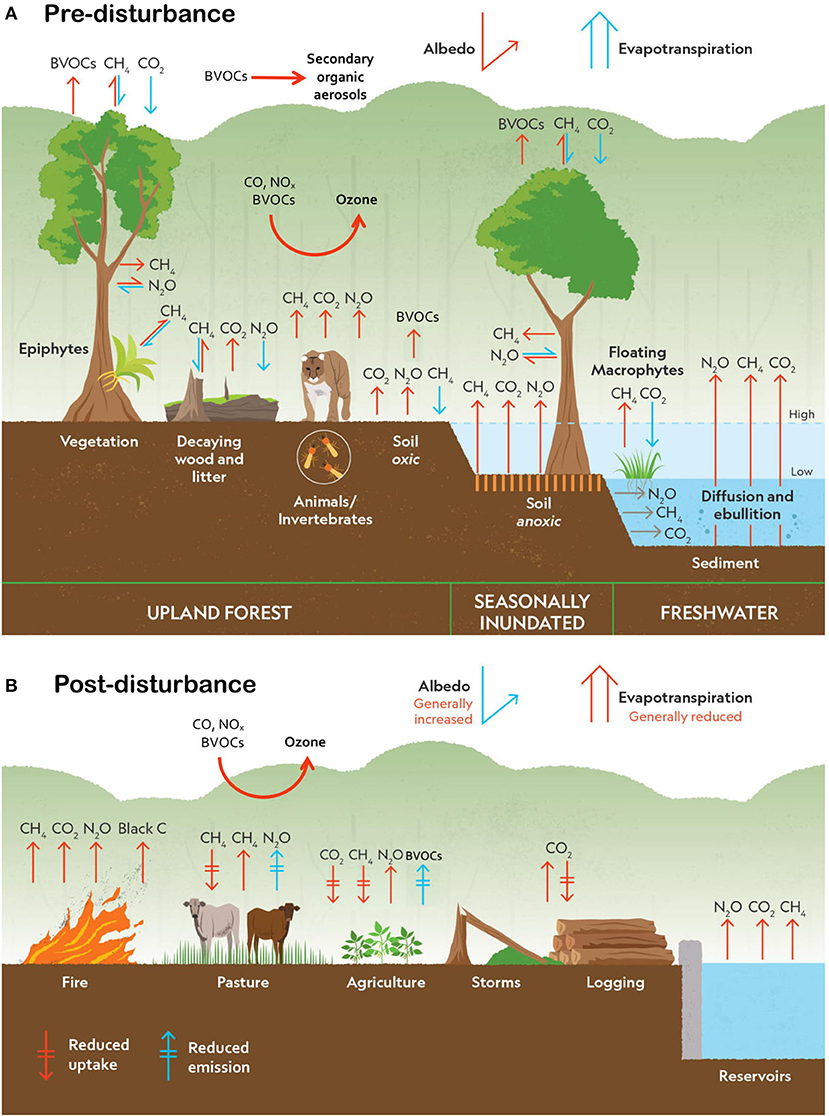
Auswirkungen der Störungen der Regenwaldsysteme auf den Klimawandel.

Ergebnisse einer wissenschaftlichen Synthese deuten darauf hin, dass – bezüglich der globalen Erwärmung – das Amazonasbecken, einschließlich dem Amazonas-Regenwald, gegenwärtig mehr Treibhausgase ausstößt als es absorbiert. Die Auswirkungen des Klimawandels und die menschlichen Aktivitäten in diesem Gebiet – hauptsächlich Waldbrände, die derzeitige Landnutzung und die Abholzung – verursachen eine Freisetzung von Forcing-Gasen, die zum Stand 2021 wahrscheinlich zu einem Nettoerwärmungseffekt führen.

#### Maßnahmen
Bei einem Treffen Ende April 2019 mit Bolsonaro sprach Deutschlands Außenminister Heiko Maas, der als erster Vertreter einer EU-Regierung Brasilien besuchte, auch die Haltung zu Minderheiten und die Klimapolitik an, und Brasiliens Außenminister Ernesto Araújo bezeichnete die Partnerschaft mit Deutschland als „wichtiger als sie je war“. Seit über 20 Jahren verhandeln südamerikanische Staaten des Abkommens Mercosur, bei dem auch Brasilien Mitglied ist, ein Freihandelsabkommen mit der Europäischen Union abzuschließen. Im April 2019 forderten 600 europäische Wissenschaftler zusammen mit 300 indigenen Gruppen in einem offenen Brief die EU auf, Umwelt- und Menschenrechtsstandards auf die Agenda zu setzen. Die Herkunft der Güter müsse transparent gemacht und die indigene Bevölkerung geschützt werden.

#### 2019
Das brasilianische Institut für Weltraumforschung (INPE) erklärte 2019 auf Basis einer Auswertung von Satellitenbildern, dass die Entwaldung im brasilianischen Amazonas deutlich zugenommen habe. So seien 2019 im Monat Juni 88 % mehr Flächen gerodet worden als im Juni des Vorjahres. Den Daten der INPE zufolge gab es allein von Januar bis August 2019 mehr als 71.000 Waldbrände im Amazonas-Regenwald, ein Rekordwert. Nachdem Bolsonaro dem INPE Irreführung und ausländische Einflussnahme durch Umweltschutzorganisationen vorwarf, stellten sich die brasilianische Akademie der Wissenschaften sowie Forschungs- und Hochschulverbände in einem offenen Brief hinter das INPE und bezeichneten seine Datenerhebungen als transparent und präzise. Anfang August erklärte Bolsonaro, „Mitarbeiter bei INPE, die Brasilien bewusst schaden wollten“, würden entlassen, und enthob den Direktor des INPE, Ricardo Galvão, seines Amtes, da er die Regierung vor der Veröffentlichung der Daten nicht vorgewarnt habe.

#### 2020

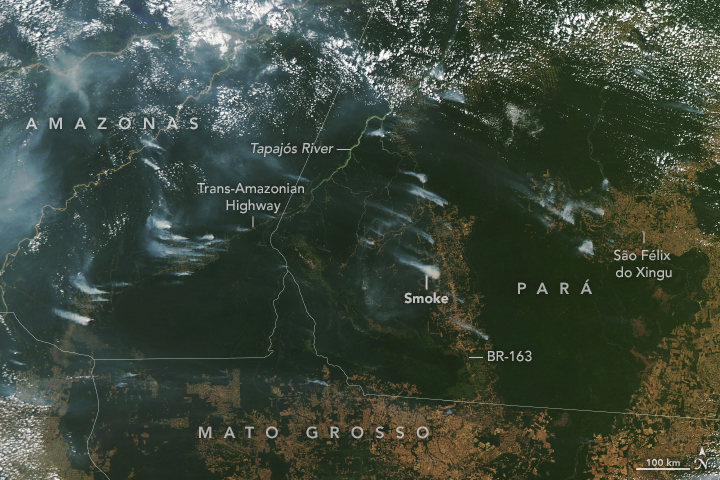
Foto vom 1. August 2020 durch den MODIS-Erdbeobachtungssatellit der NASA.

Die Anzahl der Feuer im Amazonas stiegen laut Satellitendaten im Juli um 28 % an im Vergleich zum Juli 2019. Auch die Pantanal-Region südlich Amazoniens ist betroffen. Mit Stand September 2020 waren die Waldbrände im Amazonas-Regenwald im Jahr 2020 schlimmer als 2019.

#### 2024
Die durch die globale Erwärmung und El Niño verursachte Dürre hatte die verheerendsten Waldbrände seit knapp 20 Jahren zur Folge. Es wurden rund 88.000 Feuer registriert. 53 % der im August stattgefundenen Brände betrafen Primärwald, 13 % davon traten in kürzlich abgeholzten Gebieten auf.

## Legenden
Die Legenden mit Amazonienbezug sind mannigfaltig: das Eldorado, eine Stadt, bei der man dachte, dass alle ihre Bauwerke aus massivem Gold seien und deren Schätze unvorstellbare Mengen hatten, und der Parima-See (als Jungbrunnen erachtet). Vermutlich beziehen sich diese zwei Legenden auf den tatsächlich existierenden Lago Amaçu, der eine von Glimmerschiefer bedeckte kleine Insel hatte. Dieses Gestein, das glänzt bzw. glitzert, wenn das Sonnenlicht darauf scheint, hat bei den Europäern wohl eine Illusion von Reichtümern hervorgerufen.